# Sao Chủy

Bản đồ sao Chủy.

Sao Chủy hay Sao Tuy (tiếng Trung: 觜宿, bính âm: Zī Xiù, Hán-Việt: Tuy Tú, Hán-Nôm: Chủy Tú), còn gọi là Chủy Hỏa Hầu hay Tuy Hỏa Hầu (觜火猴), là một trong nhị thập bát tú của chòm sao Trung Quốc cổ đại.  Nó là một trong bảy chòm sao phương tây của Bạch Hổ.

## Mảng sao
| Tên Hán-Việt/Hán-Nôm | Tên Trung | Chòm sao                | Số sao | Tượng trưng                                                            |
| -------------------- | --------- | ----------------------- | ------ | ---------------------------------------------------------------------- |
| Tuy/Chủy             | 觜        | Lạp Hộ                  | 3      | Lông đầu chim cú vọ hoặc mỏ chim.                                      |
| Tư Quái              | 司怪      | Lạp Hộ/Kim Ngưu/Song Tử | 4      | Thần chủ quản việc dự đoán điềm tốt xấu và sự kiện kì dị, khác thường. |
| Tọa Kỳ               | 座旗      | Ngự Phu/Thiên Miêu      | 9      | Cờ cắm cạnh chỗ ngồi, chỉ vị trí theo tôn ti trật tự.                  |

## Lưu ý
Trong Nam Việt–Dương Hiệp Tự vị, Jean-Louis Taberd nhầm lẫn khi viết 參 (Sâm) là λ Orionis và 觜 (Chủy) là δ ejusdem = δ Orionis.
Trên thực tế thì λ Orionis (sao Meissa) là một phần của nhóm gồm 3 sao mà trong bảng trên đây gọi là Chủy. Tên gọi tương ứng trong tiếng Trung của nó là 觜宿一 (Chủy Tú Nhất). Hai sao còn lại của Chủy là φ1 Orionis và φ2 Orionis.
Ngược lại, δ Orionis (sao Mintaka) là 參宿三 (Sâm Tú Tam) trong nhóm gồm 7 sao (theo thứ tự tương ứng là ζ Orionis, ε Orionis, δ Orionis, α Orionis, γ Orionis, κ Orionis và β Orionis) hợp thành Sâm (hay Tam Khỏa Tinh) trong Sao Sâm. Tên gọi Tam Khỏa Tinh (三颗星) ban đầu là chỉ ba ngôi sao hợp thành đai lưng Lạp Hộ (ζ Orionis, ε Orionis, δ Orionis), dù sau này được mở rộng để thêm 4 sao nữa nhưng vẫn được giữ nguyên.